# Pyrolycus jaco
Pyrolycus jaco – gatunek morskiej ryby promieniopłetwej, okoniokształtnej z rodziny węgorzycowatych (Zoarcidae) i jeden z 3 przedstawicieli rodzaju Pyrolycus. Gatunek został naukowo opisany w 2023 roku przez Benjamina W. Frable i współpracowników na łamach czasopisma „Zootaxa”. 4 okazy zostały odłowione w 2018 roku blisko kolonii wieloszczetów osiadłych (Sabellida) na terenie zimnych wysięków Jacó Scar, u wybrzeży Kostaryki. Od swych 2 krewnych z zachodniego Pacyfiku różni się m.in. krótszą głową, płetwami piersiowymi. Jest to pierwszy odkryty kręgowiec z Jacó Scar i 4. gatunek węgorzycy związany z ekosystemem hydrotermalnym.

## Taksonomia
W 2018 roku odłowiono 4 okazy na terenie zimnych wysięków Jacó Scar u wybrzeży Kostaryki, we wschodnim Pacyfiku. Okazy te zostały złapane na głębokości 1,795 metrów, według współrzędnych na 9°7.041'N, 84°50.375'W. Wydzielono z nich kolejno: holotyp pod numerem katalogowym SIO 20-41 [ex SIO-BIC BI1339] oraz paratypy pod numerami katalogowymi MZUCR 3319, SIO 20-42, ZMUC P2397865. Obecnie te okazy muzealne znajdują się w: Universidad de Costa Rica (San José, Kostaryka), Scripps Institution of Oceanography (SIO; La Jolla, USA) oraz Natural History Museum (Kopenhaga, Dania). Gatunek Pyrolycus jaco został opisany wedle binominalnego nazewnictwa gatunków w 2023 roku na łamach czasopisma „Zootaxa” przez naukowców Benjamina W. Frable, Charlotte A. Seid, Allison W. Bronson oraz Petera Raska Møllera jako nowy gatunek głębokowodnego węgorzycowatego (Zoarcidae). Gatunek przynależy do rodzaju Pyrolycus i rodziny węgorzycowatych. William Neil Eschmeyer w swej pracy, jaką jest Catalog of Fishes (CAS) przyjmuje, że gatunek należy do Zoarcidae i podrodziny Lycodinae. 
Sekwencjonowanie DNA zostało przeprowadzone w laboratorium G. Rouse, w SIO; analizie została poddana oksydaza cytochromu c metodą reakcji łańcuchowej polimerazy (PCR), natomiast w innych instytucjach zastosowano metodę Sangera (metodę tę zastosowało m.in. Eurofins Genomics); konsensusowe sekwencjonowanie zmontowano przy użyciu platformie oprogramowania bioinformatycznego Geneious. Sekwencje DNA zdeponowano do bazy danych GenBank. W rezultacie wykazano nowy gatunek ryby, któremu nadano nazwę Pyrolycus jaco sp. nov.
Z terenów zimnych wysięków znane są tylko nieliczne rodzaje węgorzycowatych, mianowicie Pyrolycus, Pachycara oraz Thermarces. Natomiast Pyrolycus jaco jest pierwszym kręgowcem znanym z Jacó Scar i jeden z 4 gatunków węgorzycowatych związanych z ekosystemem hydrotermalnym.
Epitet gatunkowy jaco honoruje miejsce, skąd pochodzi ten gatunek (Jacó Scar), natomiast nazwa ekoregionu wzięła się od dystryktu Jacó w prowincji Puntarenas.

## Występowanie
Endemiczny gatunek, zasiedlający Jacó Scar u wybrzeży Kostaryki, we wschodnim Pacyfiku. Jest to jedyny przedstawiciel tego rodzaju we wschodnim Oceanie Spokojnym. 

## Morfologia
Jak dotąd znane są jedynie wymiary ciała holotypu i paratypów, przy czym ich długość całkowita jest równa długości standardowej. SIO 20-41 osiąga ponad 107 mm, SIO 20-42 razem z drugim paratypem, MZUCR 3319 osiągają ponad 95 mm długości, a ZMUC P2397865 więcej niż 69 mm.
W naturze zwierzę jest prawie przezroczyste z odcieniem jasnego różu, czasem nawet połączenia różu i jasnofioletowego (lawendowy). Boki głowy ciemnofioletowe, przód pyska i wargi są czerwono-różowe. Jelita są ciemniejsze od ciała. Oczy ciemnoniebiesko-czarne. Płetwy jasne, blado lawendowe do różowawych, półprzezroczyste. Autorzy stwierdzają słabo widoczne, brązowe plamki na całym ciele oraz na płetwach piersiowych. Autorzy opisali też ubarwienie zakonserwowanego okazu P. jaco. Holotyp jednolicie podpalany, tułów półprzezroczysty, płetwy lekko podpalane nakrapiane na płetwach piersiowych; paratypy w 95% etanolu, jasnobrązowe z bardzo słabo nakrapianymi plamkami na tułowiu, głowie i płetwach (zwłaszcza SIO 20-42). 
Jeden z przedstawicieli Pyrolycus, różniący się od innych gatunków z tego rodzaju następującymi cechami: obecnych jest 5 kości podoczodołowych z pięcioma porami (w przeciwieństwie do innych gatunków z rodzaju, u których jest 6 takich kości); otwory potyliczne występują w liczbie dwóch, a otwory kości zaoczodołowej występują w liczbie trzech. Kręgów jest ok. 80 (23 + ~57 = ~80); zęby na lemieszu (ang. vomerine teeth) oraz łukach podniebiennych (ang. palatine teeth) obecne; wyrostki filtracyjne od 16 do 17 (2–3 + 13–15 = 16–17); promieni w płetwie piersiowej jest od 14 do 15; szczęka jest stosunkowo krótka, długością stanowiąc 33,9% – 42,4% długości głowy (HL), natomiast pysk stanowi 21,3% – 24,3% długości głowy. Gatunek ten różni się od pokrewnego P. moelleri mniejszą liczbą kręgów w szkielecie (w głównej mierze w ogonie), występowaniem zębów na ł. podniebiennych, większą liczbą porów kości zaoczodołowej, a także większą liczbą promieni płetw piersiowych. Od drugiego gatunku, P. manusanus, wyróżnia się m.in: mniejszą liczbą zębów lemieszowych, większą liczbą zębów na łukach podniebiennych oraz większą liczbą wyrostków filtracyjnych, 2 otwory potyliczne, według układu 1-0-1 (podczas gdy pokrewny P. manusanus ma tylko jeden, wg układu 0-1-0) i mniejszą liczbą promieni płetw piersiowych. Od przedstawicieli Pachycara odróżnia go np. brak łusek. 
Ciało wydłużone, zaś głowa lekko spłaszczona i jajowata; oczy okrągłe do lekko jajowatych i małe; mózgoczaszka jest duża; przestrzeń określana jako odległość między oczami (ang. interorbital space) jest płaska do lekko wklęsłej, długości połowy pyska; nozdrza rurkowate, ok. 5,6 razy dłuższe od pyska; zęby proste i stożkowate. Pokrywa skrzelowa jest długa, od dołu sięga nasady płetwy piersiowej. Początek płetwy odbytowej przed środkową częścią ciała, poniżej pierwszego kręgu ogonowego; Płetwa piersiowa rozpoczyna się przy początku linii środkowej; Płetwa brzuszna krótka i zredukowana. Cała struktura ciała jest galaretowata. Brak łusek i linii bocznej. Otrzewna ciemna. U wszystkich okazów muzealnych płetwa ogonowa jest zniszczona.

## Ekologia
Mało poznana. Przyjmuje się, że zwierzę odżywia się (przynajmniej w części) drobnymi, bentosowymi bezkręgowcami. Dzięki prześwietleniu rentgenowskiemu ciała zauważono, że w ciele znajdują się muszle Lepetodrilus sp. i szczątki innych Patellogastropoda z gromady ślimaków. Występuje w pobliżu wcześniej wspomnianych zimnych wysięków, razem z innymi organizmami, jak np. wieloszczetami osiadłymi (Sabellida) z gatunku Lamellibrachia barhami albo Escarpia spicata, na głębokości od 1604 m do 1854 m.